# Kovács Zoltán (tanár)
Kovács Zoltán (Szombathely, 1913. december 6. – ?, 1985. július 23.) matematika–fizika szakos magyar tanár, iskolaigazgató, több fizikatankönyv szerzője, állami díjas (1966).

## Életpályája
Szülei Kovács Lajos bírósági irodatiszt és Strobl Anna. A kőszegi tanítóképző intézetben tanítói (1933), a Pécsi Tanárképző Főiskolán matematika-fizika szakos általános iskolai tanári (1952) oklevelet, majd az Eötvös Loránd Tudományegyetemen pedagógia szakos diplomát (1967) szerez. 1937-től Csepregen tanító, 1952-től általános iskolai tanár. Vas megyei általános iskolai matematika-fizika szakfelügyelő. 1965-től kezdve 1973-as nyugdíjba vonulásáig a csepregi középiskola (jelenleg: Nádasdy Tamás Közgazdasági, Informatikai Szakközépiskola és Kollégium) igazgatója. 

## Publikációi
- Fizika az általános iskola 6. osztálya számára (Zátonyi Sándorral), Tankönyvkiadó, Bp., 1964, (14. kiadás, 1977, ISBN 963-17-2317-8)
- Fizika az általános iskola 7. osztálya számára (Zátonyi Sándorral), Tankönyvkiadó, Bp., 1965, (13. kiadás, 1977, ISBN 963-17-2390-9)
- Fizika az általános iskola 8. osztálya számára (Zátonyi Sándorral), Tankönyvkiadó, Bp., 1966, (12. kiadás, 1977, ISBN 963-17-2335-6)
- Tanári kézikönyv a fizika 6. osztályos tanításához (Zátonyi Sándorral), Tankönyvkiadó, Bp., 1965
- Tanári kézikönyv a fizika 7. osztályos tanításához (Zátonyi Sándorral), Tankönyvkiadó, Bp., 1966
- Tanári kézikönyv a fizika 8. osztályos tanításához (Zátonyi Sándorral), Tankönyvkiadó, Bp., 1967
- Tanári kézikönyv a 8. osztályos matematika tanításához (Zátonyi Sándorral), Tankönyvkiadó, Bp., 1968

## Kitüntetések, díjak
- Kiváló Tanár (1958)
- Állami Díj (1966) – A korszerű általános iskolai fizika tankönyvek és kézikönyvek írásáért. Megosztott díj Zátonyi Sándorral.